# KIF20A
KIF20A, kinesin family member 20A, est une protéine encodée chez l’homme par le gène KIF20A situé sur le chromosome 5 humain. KIF20A interagit avec RAB6A dont la protéine régule le transport des protéines du complexe de Golgi vers le réticulum endoplasmique et l'exocytose par microtubules.